# كرغس (دودانغة)
کرغس (بالفارسية: کرگس) هي منطقة سكنية تقع في إيران في قسم دودانغة الریفي. يقدر عدد سكانها بـ 82 نسمة.